# Patroonvorming

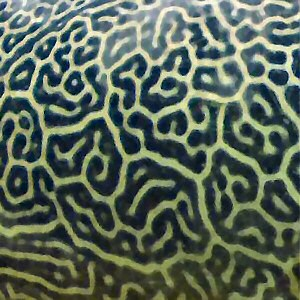
Mbu kogelvis, detail van patroon in de huid

Patroonvorming in de biologie betreft de complexe organisatie van de cellen en hun bestemming in tijd en ruimte. Patroonvorming doet zich voornamelijk voor gedurende de embryonale ontwikkeling van de eencellige zygote tot een meercellig organisme. In de zygote en vervolgens in de verschillende cellen en weefsels bevindt zich hetzelfde DNA en toch ontwikkelen de cellen verschillende ruimtelijke patronen. Dit proces staat onder invloed van moleculen, ook wel morfogenen, die door de cellen worden vrijgegeven en die verantwoordelijk zijn voor patroonvorming en de daaraan parallel verlopende morfogenese. 

## Geschiedenis

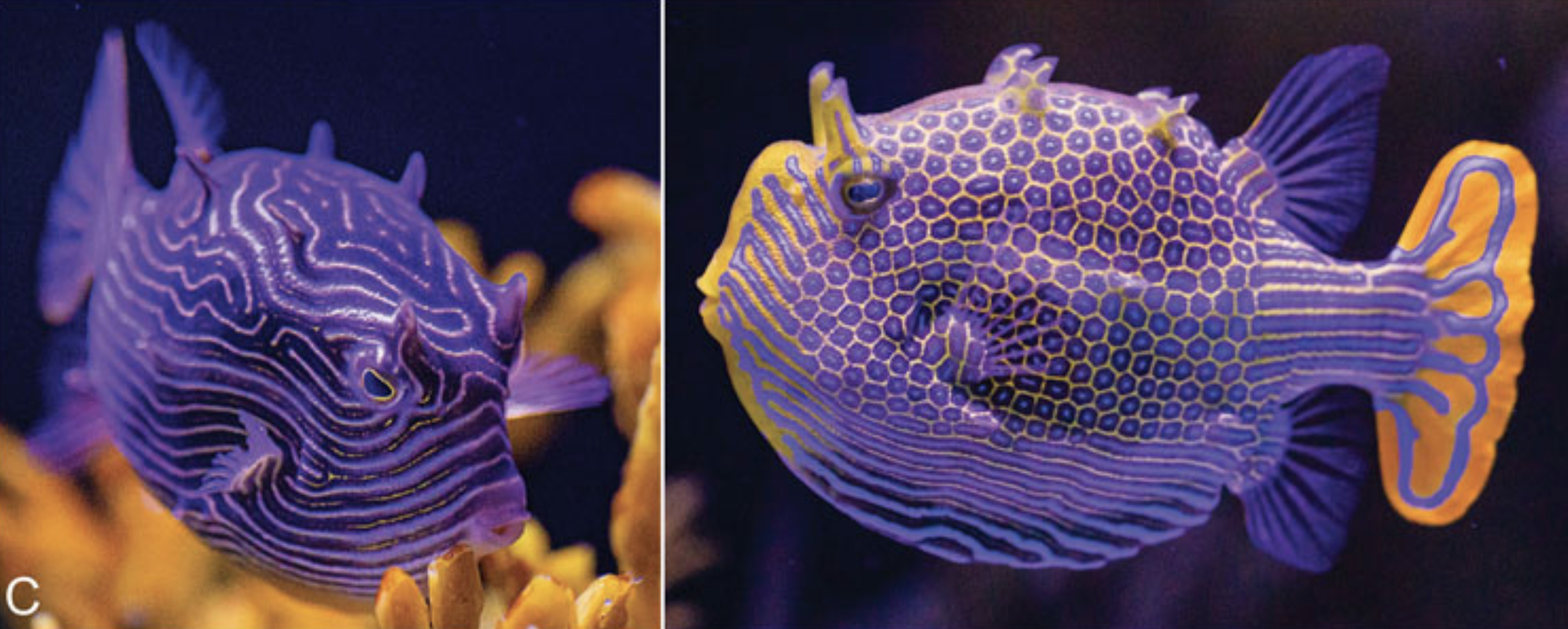
De doosvis Aracana ornata en zijn patronen. het vrouwtje (links) en het mannetje (rechts) vertonen een gemengd streep- en vlekkenpatroon dat kenmerkend is voor doosvissen. Deze patronen variëren vaak tussen de seksen, ondanks dat ze vermoedelijk een gemeenschappelijk onderliggend mechanisme hebben.

Er zijn enorm veel voorbeelden te vinden van patroonvorming in de natuur zoals ribbels in woestijnzand of ijskristallen of in de wetenschap in het algemeen waaronder de natuurkunde, scheikunde en de biologie. Modellen van patroonvorming worden ondergebracht in computersimulaties. Voordat er hoogwaardige computers bestonden, werd patroonvorming bestudeerd met relatief eenvoudige modellen. In de biologie hebben wiskundige modellen het mogelijk gemaakt om hypothetische moleculaire mechanismen af te leiden die essentiële stappen kunnen beschrijven, zoals de vorming van organizers en gradiënten.
Een organizer is een gebied of groep cellen in een embryo dat aangrenzende embryonale cellen kan induceren en kan modelleren. De eerste organizer werd ontdekt in 1924, de Spemann Mangold organizer, wat het startpunt vormde voor onderzoek naar embryonale inductie en patroonvorming.

## Turing patronen

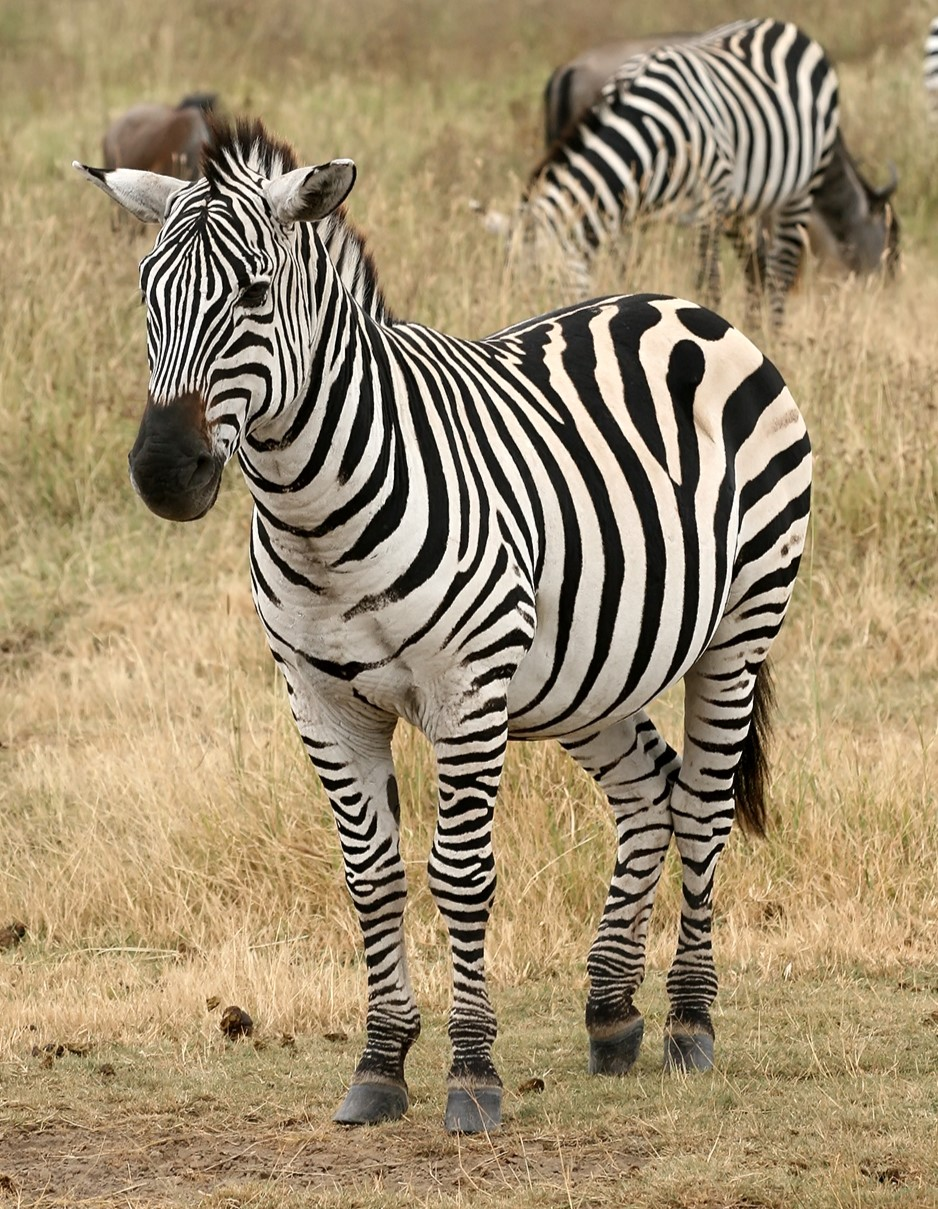
Patroonvorming bij de Grantzebra

Alan Turing heeft als eerste in 1952 een theoretisch mechanisme voorgesteld waarmee zich patronen kunnen vormen. Hij gaat uit van een systeem met twee moleculen die zich met verschillende snelheden verplaatsen. Het molecuul A verspreidt zich langzamer dan molecuul B. Bovendien heeft molecuul A een positieve feedback op zijn eigen productie en stimuleert het de productie van B. Het molecuul B inhibeert de productie van molecuul A. In een homogene situatie, is de situatie stabiel. Zodra er een eerste instabiliteit in het systeem optreedt, door willekeurige variatie, verspreiden de twee soorten moleculen zich met verschillende snelheden en wordt A, die zich langzamer verspreidt, geïnhibeerd door B die zich sneller verspreidt. Dit veroorzaakt een achterstand in de diffusie en een hogere concentratie van A ten opzichte van B. Hierdoor ontstaat er differentiatie van de cellen die onder invloed staan van deze twee moleculen. Dit kan bijvoorbeeld gebeuren bij een donker pigment in de huid waarbij er strepen of vlekken ontstaan. Er is aangetoond dat voornamelijk dit mechanisme verantwoordelijk is voor patroonvorming in de biologie. Het voorgestelde mechanisme is eenvoudig en vormt een basis voor de studie van patroonvorming. Door meerdere van dergelijke elementaire reacties te koppelen kunnen zeer complexe patronen op reproduceerbare wijze worden gegenereerd. Het reactie-diffusiemodel van morfogenese is sindsdien een van de meest gebruikte modellen geworden om patroonvorming in biologische systemen te verklaren.

## Evolutie

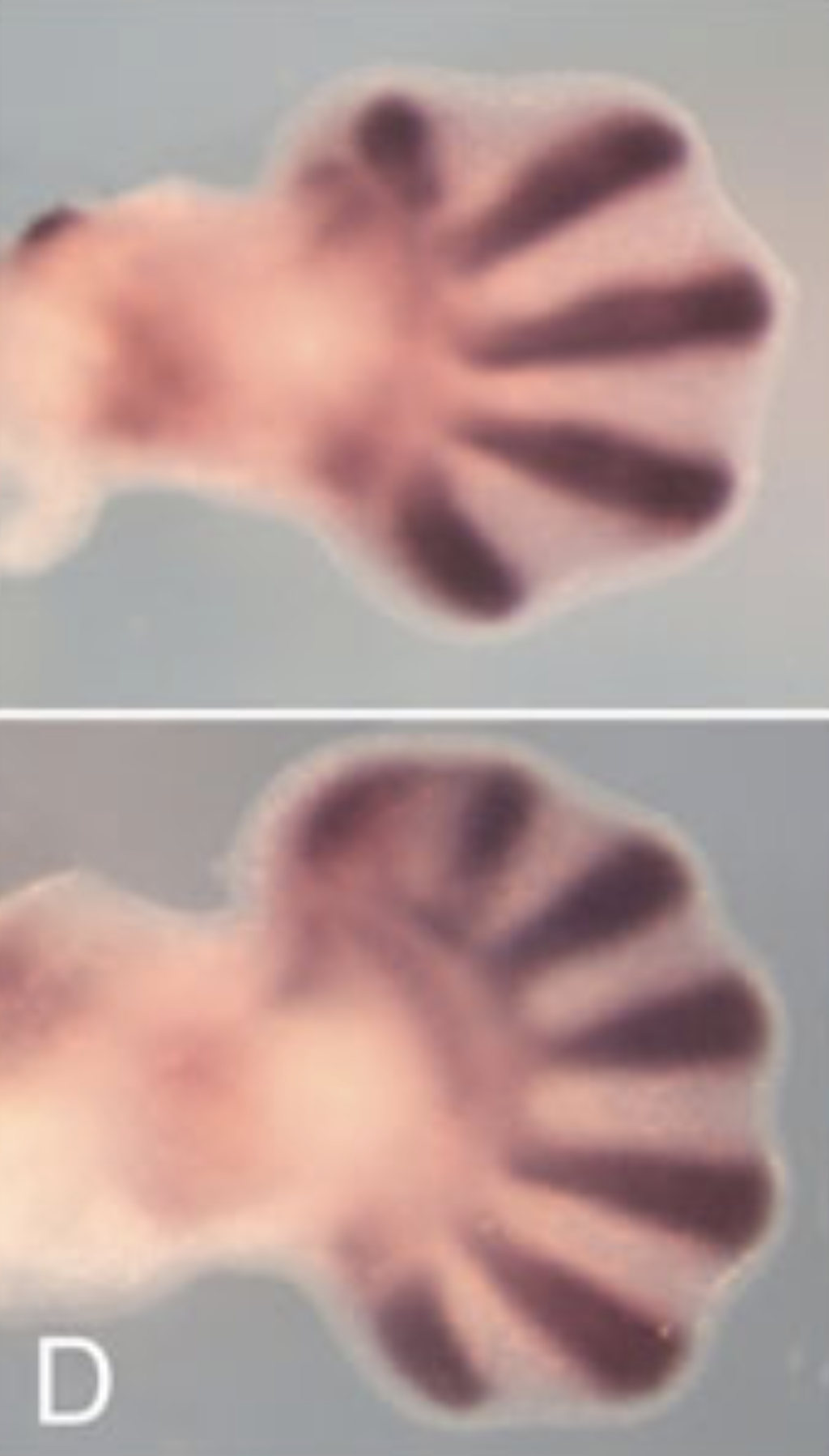
Ontwikkeling van vingers met patroonvorming van kraakbeenelementen in muizenembryo's als gevolg van mutaties in regulerende genen.

Patroonvorming is verantwoordelijk voor stippen en strepen op de huid en in de vacht van dieren. Het proces is ook verantwoordelijk voor het aantal en de vorm van de ledematen of vleugels. De vorming van deze structuren wordt gestuurd door cruciale morfogenen, die geproduceerd worden bijvoorbeeld door Hoxgenen. Het resultaat is afhankelijk van interacties zoals bij Turing patronen, tussen de eiwitproducten van de Bmp-, Sox9- en Wnt-genen. De signaalmoleculen die hierbij betrokken zijn, zijn eigen geweest aan de gemeenschappelijke voorouder van gewervelden en insecten die vermoedelijk noch poten noch vleugels had. Het kan daarom worden aangenomen dat de hier beschreven mechanismen voor signaalgeneratie en signaalontvangst universeel zijn en tijdens de evolutie in stand worden gehouden.
Ook de planten maken gebruik van patroonvorming. Ze hebben een eigen evolutie doorgemaakt ten opzichte van de dieren en de signalen zijn grotendeels gebaseerd op het hormoon auxine. Patroonvorming bij planten vindt niet alleen plaats gedurende embryogenese, maar ook gedurende de groei van de plant en haar wortels.